# 小行星3260
小行星3260（3260 Vizbor）是一颗围绕太阳公转的小行星。1974年9月20日，柳德米拉·朱拉夫寥娃在克里米亚发现了此天体。
該小行星以俄羅斯演員、詩人、作家、作曲家和劇作家尤里·維茲博爾命名。
这颗小行星的绝对星等为259.5061946335294等。